# نانديني راي
نانديني راي هي عارضة وممثلة هندية، ولدت في 18 سبتمبر 1988 في الهند.

## وصلات خارجية
- نانديني راي على موقع IMDb (الإنجليزية)